# 江原郡 (南齐)
江原郡，中国南北朝时设置的郡。
南朝齐改晋原郡为晋康郡，后又改为江原郡，治所在江原县（今四川省崇州市西北怀远镇）。属益州。辖境约当今四川省崇州市地。北周时废。